# سیارک ۲۹۲۱۴
سیارک ۲۹۲۱۴ (به انگلیسی: 29214 Apitzsch، نامگذاری:1991TL6) بیست و نه هزار و دویست و چهاردهمین سیارک کشف شده‌است که در ۲ اکتبر ۱۹۹۱ کشف شد.